# 영노
영노는 수영야류, 동래야류, 통영오광대, 가산오광대, 고성오광대 등 경상남도권의 탈놀이에서 등장하는 상상의 동물이다. 양반 백 명을 잡아먹으면 승천한다고 하며, 못된 양반을 응징하고 풍자하는 캐릭터다. 경남권 이외의 지역에서는 등장하지 않는 경남 탈춤의 고유한 캐릭터다. 울음소리는 "비비" 거린다.
예로 수영야류 제2과장인 영노마당에서 영노와 마주친 양반은 자신은 양반이 아니라고 한다. 영노는 양반이 아니라도 잡아먹을 수 있다고 대답한다. 양반이 자신은 쇠뭉치라고 하자 영노는 쇠뭉치는 쫀득쫀득 씹어 먹는다고 대답한다. 양반이 자신은 그림자라고 하자 영노는 그림자는 물처럼 들이킨다고 대답한다. 양반이 영노가 무서워하는 것이 무엇이냐고 묻자 영노는 참된 양반이 꾸짖으면 물러간다고 대답한다. 양반은 자기 고조부가 영의정, 증조부가 이조판서, 조부는 병조판서, 부친은 부마도위, 본인은 한림학사를 지낸 자신이야말로 참양반이니 물러가라고 꾸짖는다. 이에 영노는 바로 그런 양반을 잡아먹어야겠다며 양반을 끌고 나가며 퇴장한다.